# Home (2020)
Home ist ein Filmdrama von Franka Potente, das im Oktober 2020 beim Festa del Cinema di Roma seine Premiere feierte und am 29. Juli 2021 in die deutschen Kinos kam.

## Handlung
Marvin Hacks ist mit seinem Skateboard auf den Highways Kaliforniens unterwegs. Der bald 40-Jährige wurde gerade nach einer 17-jährigen Haftstrafe aus dem Gefängnis entlassen und befindet sich auf dem Weg nach Newhall, Santa Clarita, der Stadt, in der er geboren wurde. Er trägt noch immer denselben Adidas-Trainingsanzug, den er trug, als er siebzehn Jahre zuvor einen Mord an einer älteren Dame begangen hat. Nun will er zurück nach Hause, um dort ein neues Leben anzufangen, wo sein altes aufhörte. In seinem alten Zuhause angelangt, erfährt er, dass seine Mutter Bernadette an Krebs erkrankt ist und er beschließt, sich um sie zu kümmern.
Die Menschen in der Stadt haben Marvins damals begangene Gräueltat noch immer nicht vergessen, allen voran die Flintows, die Familie des Opfers. Sie machen ihm schnell klar, dass in Clovis kein Platz mehr für ihn ist. Die einzige Ausnahme ist die Enkelin der getöteten Frau, die 22-jährige Delta, die bereits Mutter ist und selbst einige Fehler in ihrem Leben machte.

## Produktion

### Filmstab und Besetzung

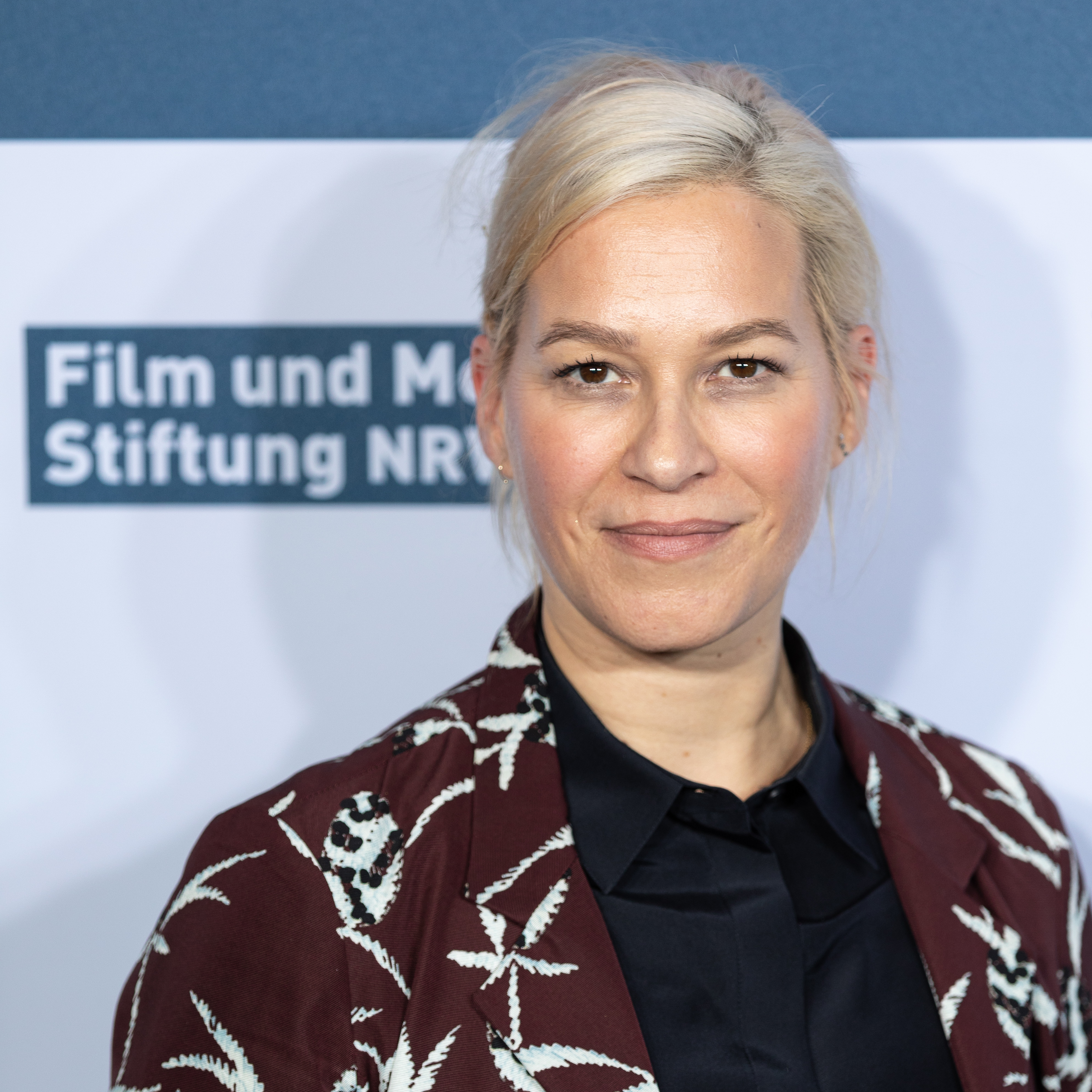
Regie führte Franka Potente

Franka Potente gibt mit Home ihr Debüt als Spielfilm-Regisseurin. 2006 führte sie bereits beim Schwarz-Weiß-Kurzfilm Der die Tollkirsche ausgräbt Regie.
Jake McLaughlin übernahm die Hauptrolle von Marvin Hacks. Die Oscar-Preisträgerin Kathy Bates spielt seine Mutter Bernadette, Aisling Franciosi spielt Delta und James Jordan deren älteren Bruder Russell. Potentes Ehemann Derek Richardson ist in der Rolle von Marvins Kumpel Wade zu sehen, der dabei war, als er die alte Frau totprügelte. Stephen Root spielt Pater Browning, Lil Rel Howery Bernadettes Krankenpflegehilfe Jayden.

### Filmförderung und Dreharbeiten
Kulturstaatsministerin Monika Grütters förderte den Spielfilm mit 500.000 Euro. Die Filmförderungsanstalt gewährte eine Produktionsförderung in Höhe von 367.500 Euro, Eurimages in Höhe von 400.000 Euro.
Die Dreharbeiten fanden im Sommer 2019 in Los Angeles, Düsseldorf und Köln statt, hier rund um den Auenweg und im Musik-Club „Bootshaus“ am Mülheimer Hafen, der im Film jedoch kaum wiederzuerkennen ist. Als Kameramann fungierte Frank Griebe.

### Filmmusik und Veröffentlichung
Die Filmmusik komponierte Volker Bertelmann.
Die Premiere des Films erfolgte am 20. Oktober 2020 beim Festa del Cinema di Roma. Im November 2020 wurde er beim Tallinn Black Nights Film Festival gezeigt, das im Fokus New German Cinema stand. Ab 9. April 2021 wurde er beim San Francisco International Film Festival gezeigt. Im Juli 2021 wird er beim Filmfest München vorgestellt, wo die Deutschlandpremiere des Films erfolgte. Der Kinostart in Deutschland erfolgte am 29. Juli 2021.

## Rezeption

### Kritiken
Wendy Ide von screendaily.com schreibt, die fehlende Theatralik tue dem Film gut, der seine Geschichte leise, ruhig und mit Würde erzähle. Der Film könne besonders für Verleiher von Arthouse-Filmen interessant sein, die auf der Suche nach soliden Inhalten sind, die gleichermaßen in Kinos oder bei Streamingdiensten funktionieren. Der Film sei wie die Stadt selbst letztendlich in der Religion verwurzelt, und Erlösung und Vergebung bildeten den Rahmen, um den sich die Geschichte drehe. Passenderweise spiele die stärkste Szene des Films, der Moment, in dem Marvins versteinerter Gleichmut zerbricht und er um die Gnade seiner Gemeinde bittet, in der örtlichen Kirche.
Michael Meyns schreibt in seiner Funktion als Filmkorrespondent der Gilde deutscher Filmkunsttheater, es mute zwar ein wenig seltsam an, dass sich die deutsche Schauspielerin dieses Thema für ihren Debütfilm ausgesucht hat, die sozialen Zustände in den USA und die wachsende Unterschicht, in der der zunehmende Missbrauch von schmerzstillenden Opiaten leicht zum Tod führen kann, doch bleibe Potentes Blick auf die gezeigte Welt erfreulich unpathetisch: „Mit fraglos großer Empathie schildert Potente Szenen aus der amerikanischen Unterschicht, zeigt das Leben der anderen Hälfte, jener Hälfte, für die die Versprechungen des amerikanischen Traums immer in unerreichbarer Ferne bleiben werden.“

### Auszeichnungen
Im Mai 2021 wurde Home in die Vorauswahl für den Deutschen Filmpreis aufgenommen.
Deutscher Filmpreis 2021
- Nominierung für die Beste Kamera und Bildgestaltung (Frank Griebe)

Festival des deutschen Films 2021
- Nominierung für den Filmkunstpreis
- Nominierung für den Rheingold-Publikumspreis[20]

Prague International Film Festival – Febiofest 2021
- Nominierung im Wettbewerb[21]

San Francisco International Film Festival 2021
- Nominierung als Best New Director (Franka Potente)[22]

## Synchronisation
Die deutsche Synchronisation entstand nach einem Dialogbuch und der Dialogregie von Klaus Terhoeven im Auftrag der logoSynchron GmbH, Köln.
| Darsteller        | Synchronsprecher     | Rolle                 |
| ----------------- | -------------------- | --------------------- |
| Jake McLaughlin   | Markus Pfeiffer      | Marvin Hacks          |
| Kathy Bates       | Regina Lemnitz       | Bernadette Hacks      |
| Aisling Franciosi | Corinna Dorenkamp    | Delta Flintow         |
| Derek Richardson  | Ben Steinhoff        | Wade Lewis            |
| James Jordan      | Fabian Körner        | Russell Flintow       |
| Lil Rel Howery    | Michael-Che Koch     | Jayden Johnson        |
| Stephen Root      | Thomas Balou Martin  | Father Bruce Browning |
| Kale Clauson      | Arne Obermeyer       | Aiden Flintow         |
| Samantha Clay     | Jenny Laura Bischoff | Caileen               |
| James Croak       | Christian Wunderlich | Caleb Flintow         |
| Paul Cassell      | Maximilian Hilbrand  | Dr. Derek Shefield    |
| Bryn Vale         | Esther Brandt        | Katie                 |
| Chelsea Gonzalez  | Daniela Bette-Koch   | Mindy                 |
| C.J. Hoff         | Felix Bold           | Ricky Flintow         |
| Rich Hutchman     | Jochen Langner       | Ron                   |